# Phare de Preguiças
Le phare de Preguiças (en portugais : Farol de Preguiças) également appelé phare de Mandacaru (en portugais : Farol de Mandacaru) est un phare de l'État du Maranhão, au Brésil.
Ce phare est la propriété de la Marine brésilienne et il est géré par le Centro de Sinalização Náutica e Reparos Almirante Moraes Rego (CAMR) au sein de la Direction de l'Hydrographie et de la Navigation (DHN).

## Description
Tour tronquée, blanche en béton de forme conique, quatre bandes noires, quatre côtes, double galerie.
Il est localisé dans le village de Mandacaru à l'embouchure du rio Preguiças, dans le Parc national des Lençóis Maranhenses dans la microrégion des Lençois Maranhenses. La ville la plus proche est Barreirinhas, le siège du district. Il a été inauguré en 1940. Ses jours de visite sont le mardi, le jeudi et le dimanche. De son sommet, il y a une superbe vue sur toute la région environnante et le parc.
Identifiant : ARLHS : BRA089 ; BR0808 - Amirauté : G0094 - NGA : 17720.

## Caractéristique dufeu maritime
- Fréquence sur 3 secondes :
  - Lumière : 1 seconde
  - Obscurité : 2 secondes
- Portée maximale :
  - 43 milles nautiques (78 km)

|                                          |
| Vue du phare depuis la rivière Preguiças |